# 片側極限
数学の微分積分学における片側極限（かたがわきょくげん、英: one-sided limit）とは、実変数関数 f(x) の x が、ある点に上側あるいは下側から近付くときに得られる二つの極限のいずれかのことを言う。x が a に減少する形で近付く（x が a に「右から」あるいは「上から」近付く）時の極限は
{\displaystyle \lim _{x\to a^{+}}f(x),\;\lim _{x\downarrow a}\,f(x),\;\lim _{x\searrow a}\,f(x),\;\lim _{x\to a+0}\,f(x)}
などと書く。同様に、x が a に増加する形で近付く（x が a に「左から」あるいは「下から」近付く）時の極限は
{\displaystyle \lim _{x\to a^{-}}f(x),\;\lim _{x\uparrow a}\,f(x),\;\lim _{x\nearrow a}\,f(x),\;\lim _{x\to a-0}\,f(x)}
などと書く。
f(x) の x が a に近付く時の通常の意味での極限が存在するなら、二つの片側極限は存在し、それらは一致する。極限
{\displaystyle \lim _{x\to a}f(x)\,}
が存在しなくても、二つの片側極限が存在する場合もある。そのため、x が a に近付く時の極限を両側極限と呼ぶこともある。片側極限の一方は存在するがもう一方は存在しない場合や、いずれの片側極限も存在しない場合もあり得る。
右側極限は、次のように厳密に定義することが出来る：
{\displaystyle \lim _{x\to a^{+}}f(x)=L\ :\Leftrightarrow \ ({}^{\forall }\varepsilon >0)({}^{\exists }\delta >0)({}^{\forall }x\in I)[0<x-a<\delta \Longrightarrow |f(x)-L|<\varepsilon ]}
同様に、左側極限は次のように厳密に定義することが出来る：
{\displaystyle \lim _{x\to a^{-}}f(x)=L\ :\Leftrightarrow \ ({}^{\forall }\varepsilon >0)({}^{\exists }\delta >0)({}^{\forall }x\in I)[0<a-x<\delta \Longrightarrow |f(x)-L|<\varepsilon ]}

ここで {\displaystyle I} は {\displaystyle f} の定義域に含まれるある区間を表す。

## 例
片側極限がそれぞれ異なるような関数の例として、次が挙げられる：
{\displaystyle \lim _{x\to 0+}{\frac {1}{1+2^{-1/x}}}=\lim _{y\to -\infty }{\frac {1}{1+2^{y}}}=1\quad (y=-1/x)}
であるが、
{\displaystyle \lim _{x\to 0-}{\frac {1}{1+2^{-1/x}}}=\lim _{y\to +\infty }{\frac {1}{1+2^{y}}}=0\quad (y=-1/x)}
となり、二つの片側極限は一致しない。

## 位相空間論的な極限の定義との関係
ある点 p への片側極限は、関数の定義域が位相空間の部分集合であることを許すか、あるいは p を含む片側部分空間を考えることによって、その定義域が片側に制限されたときの、極限の一般的な定義に対応する。

## アーベルの定理
ある冪級数の、収束区間の境界における片側極限を扱った注目すべき定理に、アーベルの定理がある。